# Curva de retorno venoso
Retorno venoso es la tasa de flujo sanguíneo de vuelta al corazón. Normalmente es una de las limitantes del gasto cardíaco. La superposición de la curva de función cardíaca y la curva de retorno venoso se utiliza en un modelo hemodinámico.

## Fisiología
El retorno venoso es el flujo de sangre de vuelta al corazón. En condiciones de estado estable, el retorno venoso debe ser igual al gasto cardíaco cuando se promedien en el tiempo debido a que todo el sistema cardiovascular es en esencia un circuito cerrado. De lo contrario, la sangre se acumularía en la circulación pulmonar o en la circulación sistémica. Aunque el gasto cardíaco y el retorno venoso son interdependientes, cada uno puede regularse de manera independiente. 
El sistema circulatorio se compone de dos circulaciones (sistémica y pulmonar) que se sitúan en serie entre el ventrículo derecho y el ventrículo izquierdo. El balance se alcanza, en gran parte, por el mecanismo de Frank-Starling. Por ejemplo, si el retorno venoso sistémico se aumenta súbitamente, aumenta la precarga del ventrículo derecho lo que lleva a un aumento consecuente del volumen latido y el flujo pulmonar. El ventrículo izquierdo experimenta un aumento en el retorno venoso pulmonar, lo que aumenta la precarga del ventrículo izquierdo y el volumen latido por el mecanismo de Frank-Starling. De esta manera, un aumento en el retorno venoso puede llevar a un aumento equivalente del gasto cardíaco. 
Desde el punto de vista hemodinámico, el retorno venoso al corazón desde los lechos vasculares está determinado por el gradiente de presión (Presión venosa – Presión en la aurícula derecha) y la resistencia venosa. Así, aumentos en la presión venosa, disminuciones de la presión en la aurícula derecha o disminuciones en la resistencia de las venas llevan a un aumento en el retorno venoso -excepto cuando estos cambios son ocasionados por un cambio postural (ver más adelante). Aunque esta relación es cierta para factores hemodinámicos que determinan el flujo sanguíneo desde las venas hacia el corazón, es importante recordar que el flujo sanguíneo a través de toda la circulación sistémica representa tanto el gasto cardiaco como el retorno venoso, los cuales se igualan en el estado estable debido a que el sistema circulatorio es un sistema cerrado. Así, uno podría de la misma manera decir que el retorno venoso está determinado por la presión aórtica media menos la presión media de la aurícula derecha, dividido por la resistencia total de la circulación sistémica (resistencia vascular sistémica).

## Factores que favorecen/afectan el retorno venoso
1. Bomba muscular: la contracción rítmica de los músculos de las extremidades, tal como ocurre en la locomoción normal (caminar, correr, nadar, etc.) promueve el retorno venoso por el mecanismo de bomba muscular.
2. Disminución de la capacitancia venosa: la activación simpática de las venas disminuye la distensibilidad venosa porque aumenta el tono venomotor, lo que aumenta la presión venosa periférica y esto promueve indirectamente el retorno venoso (porque aumenta la diferencia de presión).  Consecuentemente, aumenta la precarga y por el mecanismo de Frank-Starling hay un aumento en el gasto cardiaco que aumenta el flujo sanguíneo total a través del sistema circulatorio.
3. Bomba respiratoria: durante la inspiración, la presión intratorácica es negativa y la presión abdominal está aumentada (por compresión abdominal de los órganos abdominales). Este gradiente de presión entre las partes infra y supradiafragmáticas de la vena cava inferior impulsa la sangre hacia el tórax y en consecuencia de regreso a la aurícula derecha.
4. Compresión de la vena cava: un incremento en la resistencia de la vena cava, como ocurre cuando la vena cava torácica se comprime durante la maniobra de valsalva o durante el embarazo avanzado, disminuye el retorno venoso.
5. Gravedad: los efectos de la gravedad en el retorno venoso parecen paradójicos porque cuando una persona se pone de pie las fuerzas hidrostáticas causan una disminución en la presión de la aurícula derecha y aumento de la presión venosa en las extremidades dependientes. Esto aumenta el gradiente de presión para el retorno venoso desde las extremidades dependientes hacia la aurícula derecha. Aun así, el retorno venoso disminuye. La razón es que cuando la persona se pone de pie, el gasto cardíaco y la presión arterial disminuyen (por la disminución de la presión en la aurícula derecha). El flujo a través de todo el sistema circulatorio disminuye porque la presión arterial cae más que la presión de la aurícula derecha. Así, el gradiente de presión a través del sistema circulatorio disminuye.
6. Acción de bomba del corazón: durante el ciclo cardíaco los cambios en la presión auricular derecha alteran la presión venosa central debido a que no hay válvulas entre las venas y la aurícula derecha. Así, la presión venosa central refleja los cambios de presión de la aurícula derecha.